# 今治明徳中学校・高等学校矢田分校
今治明徳中学校・FC今治高等学校里山校（いまばりめいとくちゅうがっこう・エフシーいまばりこうとうがっこうさとやまこう）は、愛媛県今治市にある私立中学校・高等学校分校。学校法人今治明徳学園が設置者である。
今治明徳中学校とFC今治高等学校里山校は同一校舎にあるものの、中高一貫教育や、中学校の生徒が試験を受けずに里山校に入学できる併設型、調査書や学力検査以外の資料を用いて入学者選抜が行われる連携型の制度は存在しない。中学校の生徒が里山校への進学を希望する場合、一般の中学校と同様の学力検査等を受験することになる。

## 沿革
- 1993年：高等学校矢田分校が開校。
- 1995年：中学校が開校。
- 1997年：中学校一期生が卒業。
- 2009年：中学校 入学定員を40名から80名に学則変更。中学校新校舎完成。
- 2016年：高等学校矢田分校入学定員を40名から80名にする学則変更認可。
- 2024年
  - 高等学校矢田分校をFC今治高等学校里山校と改称。
  - 学校法人立命館と「探究学習と大学の学びとの接続に関わる共同研究会」設立協定を締結[2]。

## 主な行事

### 今治明徳中学校[3]
- 4月：入学式、対面式、新入生歓迎レセプション
- 7月：球技大会・夏期課外授業（全学年）
- 8月：夏期特別課外授業（3年生）、夏期課外授業（全学年）
- 9月：運動会
- 10月：修学旅行（2年生）
- 11月：集団宿泊研修（1年生）、保護者対象講演会
- 12月：百人一首競技かるた大会、冬期課外授業（全学年）、冬期特別課外授業（3年生）
- 2月：ビブリオバトル決勝戦、少年式
- 3月：遠足（1・2年生）、春期課外授業(1・2年生)、卒業式

### FC今治高等学校里山校
- 4月：入学式、新入生歓迎レセプション、本校分校合同生徒総会、自転車遠足
- 5月：集団宿泊研修
- 6月：全学年クラブマッチ
- 7月：オープンキャンパス
- 9月：運動会
- 10月：文化祭
- 12月：修学旅行、農作業体験（1年生）

## 部活動

### FC今治高等学校里山校
新聞部、写真部、バスケットボール部、卓球部、サッカー部、剣道部、テニス部、インターアクト部、英語部、情報処理部、空手道同好会、バドミントン部

### 今治明徳中学校
サッカー部、テニス部、剣道部、バスケットボール部、陸上競技部、パソコン部、茶道部、ESS部、合唱部

### 今治明徳中学校部活動の実績[4]
- 硬式テニス部
  - 全国大会男子団体出場(H21,26)
  - 全国大会男子個人出場(H20,21,23)
  - 全国大会女子団体出場(R3)
  - 全国大会女子個人出場(H30)
  - 四国大会男子団体出場(H20より９年連続)
  - 四国大会男子個人出場(H19〜H23,H27)
  - 四国大会女子団体出場(H21,22,24,25,27,30,R3)
  - 四国大会女子個人出場(H19,20,23〜H26,29,30)
  - 四国大会女子団体準優勝(R3)
  - 県大会男子団体優勝(H26,27)
  - 県大会男子団体準優勝(H22〜24,28)
  - 県大会女子団体優勝(H24,27,30,R1)
  - 県大会女子団体準優勝(H21,22,25)
  - 県大会女子個人シングルス1位(H30)
  - 県大会女子個人ダブルス2位(H30)

- 剣道部
  - 県大会男子団体出場(H21,24)
  - 県大会男子個人出場(H22,25,26,28,29,30)
  - 県大会女子団体出場(H24)
  - 県大会女子個人出場(H23)
  - 県新人大会男子個人出場(H21〜H27)
  - 県新人大会女子団体出場(H21,24)
  - 県新人大会女子個人出場(H21,22)

- 陸上競技部
  - 全国大会男子個人出場(H27)
  - 全国大会女子個人出場(H27)
  - 四国大会男子出場(H26,27)
  - 四国大会女子出場(H27,30)
  - 県大会男子出場(H23,H25〜H30)
  - 県大会女子出場(H24,H26〜H30)
  - 県新人大会男子出場(H23〜H25,27,27,29)
  - 県新人大会女子出場(H25)
  - 四国中学校総合体育大会決勝進出、ジュニアオリンピック出場(R1)

- 合唱部
  - 全日本合唱コンクール四国支部大会金賞受賞(R1)
  - NHK全国学校音楽コンクール愛媛県大会銅賞(R1)

### 平和学習について
FC今治高校里山校は全国的にも有名な平和学習に関する取り組みをしていた。
今治市内の戦争や空襲に関する情報を全国的に発信していて、全国放送テレビでも何度か取り上げられている。

## 進学実績

### 今治明徳中学校
卒業生の多くが今治西高等学校に進学し、愛光高校や松山東高等学校、新居浜工業高等専門学校、系列校であるFC今治高等学校里山校に進学する生徒も毎年一定数いる。
中学3年生を対象に実施される「レベルアップ講座」で難関校の入試対策も行っており、これまでに渋谷教育学園幕張高等学校や岡山白陵高等学校などの難関中高一貫校に進学した生徒もいる。

### FC今治高等学校里山校
国立大学では愛媛大学、私立大学では松山大学への進学が多い。

## 系列校
- 今治明徳短期大学
- FC今治高等学校明徳校

## 交通アクセス
JR四国予讃線今治駅よりせとうちバス菊間線を利用して明大前停留所で下車（バス停から短大敷地を通るようになる）。自転車で約20分、徒歩で約40分。

## 著名な出身者
- 吉井万結（元愛媛朝日テレビアナウンサー）